# Hillarys
Hillarys är en del av en befolkad plats i Australien. Den ligger i kommunen Joondalup och delstaten Western Australia, omkring 20 kilometer nordväst om delstatshuvudstaden Perth. Antalet invånare är 10 160.
Runt Hillarys är det mycket tätbefolkat, med 1 754 invånare per kvadratkilometer.. Närmaste större samhälle är Perth, omkring 20 kilometer sydost om Hillarys. 
Genomsnittlig årsnederbörd är 820 millimeter. Den regnigaste månaden är juli, med i genomsnitt 142 mm nederbörd, och den torraste är januari, med 11 mm nederbörd.